# Németkér
Németkér is een plaats (község) en gemeente in het Hongaarse comitaat Tolna. Németkér telt 1982 inwoners (2001).